# Nederlanders in het Portugese voetbal
Nederlanders in het Portugese voetbal geeft een overzicht van Nederlanders die een contract als speler of in een andere functie hebben (gehad) bij Portugese voetbalclubs uit de hoogste drie divisies.

## Voetballers
| Naam                    | Club                    | Van  | Tot   | Opmerkingen           |
| ----------------------- | ----------------------- | ---- | ----- | --------------------- |
| Robert van Berkel       | Portimonense            | 1983 | 1984  | ook jeugd             |
| Robert van Berkel       | Alvorense               | 1984 | 1985  |                       |
| Glenn Helder            | Benfica                 | 1996 | 1996  |                       |
| Gaston Taument          | Benfica                 | 1997 | 1997  |                       |
| Pierre van Hooijdonk    | Benfica                 | 2000 | 2001  |                       |
| Peter Houtman           | Sporting Lissabon       | 1987 | 1988  |                       |
| Frank Rijkaard          | Sporting Lissabon       | 1987 | 1987  | niet gespeeld         |
| Stan Valckx             | Sporting Lissabon       | 1992 | 1995  |                       |
| Jerrel Hasselbaink      | Boavista                | 1996 | 1997  |                       |
| Jerrel Hasselbaink      | SC Campomaiorense       | 1995 | 1996  |                       |
| Junas Naciri            | Uniao Madeira           | 2000 | 2003  |                       |
| Junas Naciri            | Rio Ave FC              | 2003 | 2005  |                       |
| Junas Naciri            | Moreirense FC           | 2006 | 2007  |                       |
| Ronny van Es            | Rio Ave FC              | 2002 | 2004  |                       |
| Ronny van Es            | Maia                    | 2004 | 2004  |                       |
| Romano Sion             | Vitória Guimarães       | 2001 | 2002  |                       |
| Romano Sion             | Rio Ave FC              | 2002 | 2003  |                       |
| Clyde Wijnhard          | SC Beira-Mar            | 2003 | 2004  |                       |
| Erik Tammer             | CF Belenenses           | 1992 | 1992  |                       |
| Romeo Wouden            | Boavista                | 1997 | 1997  |                       |
| Remco Boere             | Gil Vicente FC          | 1991 | 1992  |                       |
| Martin van der Plas     | SC Olhanense            | 1985 | 1988  |                       |
| Martin van der Plas     | Lusitano de Vila Real   | 1988 | 1991  |                       |
| Floris Schaap           | SC Olhanense            | 1986 | 1988  | ook van 1996 tot 1998 |
| Floris Schaap           | Portimonense SC         | 1988 | 1991  |                       |
| Floris Schaap           | SCU Torreense           | 1991 | 1993  |                       |
| Floris Schaap           | SC Farense              | 1993 | 1995  |                       |
| Floris Schaap           | Sporting Clube de Braga | 1995 | 1996  |                       |
| Michel van den Broek    | Rio Ave FC              | 2002 | ?     |                       |
| Nordin Wooter           | Sporting Clube de Braga | 2003 | 2004  |                       |
| Peter Houtman           | Sporting Lissabon       | 1987 | 1988  |                       |
| Jan Peters              | SC Espinho              | 1984 | 1984  |                       |
| Antoine van der Linden  | CS Marítimo Funchal     | 2007 | 2009  |                       |
| Darl Douglas            | CS Marítimo Funchal     | 2007 | 2007  |                       |
| Arvid Smit              | União Leiria            | 2007 | 2008  |                       |
| Mitchell van der Gaag   | CS Marítimo Funchal     | 2001 | 2006  |                       |
| Jorg Smeets             | CS Marítimo Funchal     | 2000 | 2000  |                       |
| Ton Blanker             | Vitória Guimarães       | 1980 | 1981  |                       |
| Arvid Smit              | CS Marítimo Funchal     | 2006 | 2007  |                       |
| Lorenzo Wouter          | CD Pinhalnovense        | 2005 | 2007  |                       |
| Chaly Jones             | Uniao Madeira           | 2000 | 2002  |                       |
| Stijn Schaars           | Sporting Lissabon       | 2011 | 2013  |                       |
| Ricky van Wolfswinkel   | Sporting Lissabon       | 2011 | 2013  |                       |
| Iderlindo Moreno Freire | FC Penafiel             | 2009 | 2010  |                       |
| Kelvin Maynard          | SC Olhanense            | 2010 | 2011  |                       |
| Khalid Boulahrouz       | Sporting Lissabon       | 2012 | 2013  |                       |
| Ola John                | Benfica                 | 2012 | heden |                       |
| Bruno Martins Indi      | FC Porto                | 2014 | 2017  |                       |
| Marvin Zeegelaar        | Rio Ave FC              | 2014 | 2016  |                       |
| Marvin Zeegelaar        | Sporting Lissabon       | 2016 | 2017  |                       |
| Bas Dost                | Sporting Lissabon       | 2016 | heden |                       |

## Hoofdtrainers
| Naam                  | Club                | Van  | Tot   | Opmerkingen         |
| --------------------- | ------------------- | ---- | ----- | ------------------- |
| Floris Schaap         | Lusitano FC         | 2002 | 2003  |                     |
| Floris Schaap         | Silves FC           | 2005 | 2005  |                     |
| Floris Schaap         | SC Olhanense        | 2005 | 2006  | Ook interim in 2000 |
| Co Adriaanse          | FC Porto            | 2005 | 2006  |                     |
| Ronald Koeman         | Benfica             | 2005 | 2006  |                     |
| Mitchell van der Gaag | CS Marítimo Funchal | 2009 | 2012  |                     |
| Mitchell van der Gaag | Belenenses          | 2012 | heden |                     |

## Overige functies
| Naam                  | Club                | Van  | Tot   | Functie                   |
| --------------------- | ------------------- | ---- | ----- | ------------------------- |
| Chris Kronshorst      | FC Porto            | 2006 | 2006  | Techniektrainer           |
| Wil Coort             | FC Porto            | 2005 | heden | Keeperstrainer            |
| Jan Olde Riekerink    | FC Porto            | 2005 | 2006  | Assistent-trainer         |
| Tonny Bruins Slot     | Benfica             | 2005 | 2006  | Assistent-trainer         |
| Jan Kluitenberg       | Benfica             | 2005 | 2006  | Conditietrainer           |
| Abe Knoop             | Benfica             | 2005 | 2006  | Keeperstrainer            |
| Mitchell van der Gaag | CS Marítimo Funchal | 2007 | 2009  | Assistent-trainer 2e team |
| Pepijn Lijnders       | FC Porto            | 2007 | 2014  | Techniektrainer           |
| Patrick Greveraars    | FC Porto            | 2007 | heden | Jeugdtrainer              |

Voetbalbonden ·
Albanië ·
Angola ·
Armenië ·
Australië ·
Azerbeidzjan ·
Bahrein ·
België ·
Bhutan ·
Bulgarije ·
Canada ·
China ·
Congo-Kinshasa · 
Cyprus ·
Denemarken ·
Duitsland ·
Egypte ·
Engeland ·
Estland ·
Ethiopië ·
Faeröer ·
Filipijnen ·
Finland ·
Frankrijk ·
Georgië ·
Ghana ·
Griekenland ·
Hongarije ·
Hongkong ·
Ierland ·
IJsland ·
Indonesië ·
Iran ·
Israël ·
Italië ·
Japan ·
Kazachstan ·
Koeweit ·
Litouwen ·
 Luxemburg ·
Maleisië ·
Malta ·
Marokko ·
Mexico ·
Namibië ·
Nieuw-Zeeland ·
Noorwegen ·
Oekraïne ·
Oezbekistan ·
Oostenrijk ·
Polen ·
Portugal ·
Qatar ·
Roemenië ·
Rusland ·
Rwanda ·
Saoedi-Arabië ·
Schotland ·
Singapore ·
Slovenië ·
Slowakije ·
Spanje ·
Tanzania ·
Turkije ·
Tuvalu ·
VAE ·
Venezuela ·
Verenigde Staten ·
Vietnam ·
Zimbabwe ·
Zuid-Afrika ·
Zuid-Korea ·
Zweden ·
Zwitserland